# Mario vs. Donkey Kong
Mario vs. Donkey Kong is een Game Boy Advance vervolg van het eerste Donkey Kong spel op de Game Boy (vaak Donkey Kong '94 genoemd in verband met het uitbrengstjaar). Het concept is gebaseerd rond een combinatie van platform- en puzzelelementen, proberen sleutels te vinden met Mario, een gesloten deur bereiken en de mini-Mario's bevrijden. Dit spel speelt in op de rivaliteit tussen Mario en Donkey Kong.

## Ontvangst
| Beoordeeld door       | Jaar | Platform         | Score |
| --------------------- | ---- | ---------------- | ----- |
| GamePro (US)          | 2004 | Game Boy Advance | 90%   |
| Gameplanet            | 2004 | Game Boy Advance | 80%   |
| GameSpot              | 2004 | Game Boy Advance | 80%   |
| Eurogamer.net (UK)    | 2004 | Game Boy Advance | 80%   |
| 1UP                   | 2004 | Game Boy Advance | 80%   |
| JeuxActu              | 2004 | Game Boy Advance | 70%   |
| Yahoo! Games          | 2004 | Game Boy Advance | 70%   |
| The Video Game Critic | 2004 | Game Boy Advance | 67%   |
| GameSpy               | 2004 | Game Boy Advance | 60%   |
| UOL Jogos             | 2004 | Game Boy Advance | 60%   |

## Trivia
- Het spel is opgenomen in het boek 1001 Video Games You Must Play Before You Die van Tony Mott.